# Reserve (Wein)
Unter Reservewein versteht man im Weinbau einen sehr lange gelagerten und hochwertigen Wein. Er ist bis zu 20, 50 Jahre oder sogar länger haltbar. Jahre mit besonders vollreifer Ernte und hohem Alkoholgehalt ergeben gute Jahrgänge von Reserveweinen.
In Österreich steht Reserve für einen Qualitätswein mit Jahrgangsangabe und mindestens 13 Volumenprozent Alkohol, der aus vorgeschriebenen Rebsorten erzeugt wurde und besonders sorten- und herkunftstypisch ist. 
In manchen Ländern, vor allem Italien, Spanien und Portugal, unterliegen Reserve-Weine (riserva, reserva) strengeren Bestimmungen als herkömmlicher Wein und werden beispielsweise länger in Eichenfässern ausgebaut. Auch bei Madeira und Portwein, bei  Cognac und Champagner ist dieses Prädikat üblich und gesetzlich definiert. 
Nach einem von 2004 bis 2008 dauernden Rechtsstreit, der bis vor den Europäischen Gerichtshof führte, sind mit rechtskräftigen Gerichtsurteil der Begriff Reserve und Übersetzungen davon ab Jahrgang 2008 auch für deutsche Weine erlaubt. Voraussetzung dafür ist, dass die Reserve-Weine den vom Verbraucher mit dem Begriff erwarteten höheren Qualitätsanspruch erfüllen.
In Frankreich ist Réserve die Bezeichnung für einen sehr lange, mindestens 20–50 Jahre, gelagerten, hochwertigen Wein, der bei der Herstellung von Champagner verwendet wird und diesem den unverwechselbaren Charakter des jeweiligen Hauses verleiht. Er kann während der  Assemblage, dem Verschnitt aus verschiedenen Weinen beziehungsweise Jahrgängen, oder der Dosage (der Füll- oder Versand-Dosage) zugegeben werden.